# Minoría danesa del Schleswig Meridional

Los daneses del Schleswig Meridional usan una bandera con los leones de Schleswig.

La minoría étnica danesa en el Schleswig Meridional (Alemania)  ha existido con este nombre desde 1920, cuando el plebiscito de Schleswig dividió el Schleswig gobernado por los alemanes en dos partes: el norte de Schleswig, con una mayoría danesa y una minoría alemana que se unió a Dinamarca, mientras que el Schleswig Meridional siguió siendo parte de Alemania y tenía una mayoría alemana y poblaciones minoritarias danesas y frisias. Sus raíces históricas se remontan al comienzo de la colonización danesa después de la emigración de los anglos. Uno de los nombres más comunes que usan para describirse a sí mismos es danske sydslesvigere (Schleswigianses del sur danés).
Dinamarca ha seguido apoyando financieramente a la minoría. Las escuelas y organizaciones danesas se han administrado en Flensburgo desde 1920 y desde 1926 en toda la región. 

## Historia
La pertenencia a la etnia danesa o alemana ha sido fluida desde los primeros conflictos nacionales en la región alrededor de 1848, ya que no se tienen en cuenta criterios objetivos como el idioma para distinguir un schleswigianse alemán de un danés. La ley alemana prohíbe el registro gubernamental de personas debido a sus orígenes étnicos; además, la pertenencia a las minorías étnicas de Alemania se basa en la autoidentificación, como suele ser el caso universal con la etnicidad. Los primeros daneses étnicos se establecieron en el Schleswig Meridional en el siglo VII. Una de las primeras ciudades danesas, Hedeby, fue fundada alrededor del año 800. El Danevirke entre Hollingstedt y la bahía de Eckernförde era un muro fronterizo danés hacia Alemania. Schleswig (el sur de Jutlandia) era en la época vikinga todavía una parte directa del Reino de Dinamarca. En el siglo XIII se convirtió en un feudo de Dinamarca. El danés antiguo se hablaba al norte de una línea entre Eider, Treene y Eckernförde. Pero en los siglos XVII, XVIII y hasta el XIX hubo una sustitución lingüística de los dialectos danés y frisón del norte al bajo alemán y más tarde al alto alemán como habla común en el Schleswig Meridional. Por lo tanto, muchos habitantes de la zona tienen raíces étnicas danesas. Al mismo tiempo, creció un conflicto entre los alemanes y daneses, que culminó en dos guerras germano-danesas en el siglo XIX. Después de la Segunda guerra de Schleswig, Schleswig se convirtió por primera vez en parte de un estado alemán. Después de un plebiscito en 1920, el norte de Schleswig se reintegró oficialmente a Dinamarca, mientras que el Schleswig Meridional siguió siendo parte de Alemania.
Además, las declaraciones de Copenhague y Bonn de 1955 establecen explícitamente que la pertenencia de un individuo a la minoría alemana en Dinamarca o a la minoría danesa en Alemania puede no ser objeto de escrutinio por parte de los respectivos gobiernos. También muchos habitantes de Schleswig a ambos lados de la frontera son de extracción mixta. Mientras que después del plebiscito de 1920 entre 6.000 y 20.000 daneses se encontraban en el Schleswig Meridional e incluso más de 3000 personas habían votado por Dinamarca en 1920, alrededor de 3.000 se organizaron en la asociación Slesvigsk Forening, pero este número se redujo a aproximadamente los mismos 3.000 bajo el nacionalsocialismo al final de la Segunda Guerra Mundial.
Después de la Segunda Guerra Mundial, muchos alemanes y personas de habla alemana de diversos orígenes optaron por unirse a la minoría danesa por razones puramente oportunistas (es decir, independientemente de su origen étnico real). Tenían la esperanza de unirse a la Dinamarca más próspera, en parte debido al deseo de vivir en un país libre y democrático, en parte motivado por las dificultades sociales posteriores a la Segunda Guerra Mundial, particularmente con la afluencia de más de un millón de refugiados alemanes en Schleswig-Holstein. Una alta proporción de los 'nuevos daneses' tenía antecedentes de clase baja, mientras que muy pocos de la vieja élite cambiaron su identidad étnica autoproclamada. Como el gobierno danés proporcionó ayuda alimentaria a la minoría durante 1945-1949, este contingente se conoció despectivamente como "Speckdänen" ("daneses con tocino"). A fines de 1946, la minoría había alcanzado así una membresía de 62.000 y en 1948 de 78.000, muchos de los cuales eran hablantes monolingües de alemán con nombres típicos alemanes. Por otro lado, muchos habitantes alemanes tenían y tienen antepasados étnicos daneses y apellidos nórdicos típicos. El partido político danés, la Asociación de Votantes del Schleswig Meridional, obtuvo casi 99.500 votos en 1947.
Sin embargo, el gobierno danés y los gobernadores de la zona de ocupación británica se opusieron a que el Schleswig Meridional se reincorporara a Dinamarca y nunca se celebró un referéndum en la zona. La controversia sobre el tema dividió a dos de los principales partidos daneses  y tanto el líder de Venstre y primer ministro Knud Kristensen como el líder conservador John Christmas Møller finalmente rompieron con sus respectivos partidos por el tema. En 1953, el gobierno estatal de Schleswig-Holstein creó el llamado Programm Nord (Programa del Norte) para ayudar económicamente a la zona. Esto provocó que la minoría danesa declinara hasta la década de 1970. Desde entonces, la minoría ha ido ganando tamaño lentamente. Hoy cuenta con alrededor de 50.000, aunque se supone que solo un número de entre 8.000 y 10.000 hablan danés en la vida cotidiana. Entre 10.000 y 20.000 de ellos tienen el danés como lengua materna.
La fluctuación de la minoría danesa también se refleja en la literatura respectiva que describe el fenómeno local de cambiar la autoidentificación nacional con el término "nuevos daneses". El número de daneses varía, por ejemplo, en "Fischers Weltalmanach" (Almanaque mundial de Fischer), habiéndose especificado con 30.000 hasta 1994, luego aumentó a 60.000 en 1995 y finalmente se redujo a 50.000 desde el año 2001. La fuente del número de daneses en minoría es el "Comité Asesor para Asuntos de la Minoría Danesa en el Ministerio Federal del Interior", una comisión consultiva en el Ministerio del Interior, compuesta por representantes del propio ministerio, dos miembros de cada partido en el parlamento alemán, el Comisario para las Minorías de Schleswig-Holstein y tres miembros del partido danés y la asociación. Se considera que el número de miembros y también de usuarios de las organizaciones de la minoría (clubes deportivos, asociaciones culturales, guarderías, escuelas, bibliotecas, etc.) y el número de electores del partido danés indican que las personas son danesas, aunque cabe mencionar que los registros de datos de las organizaciones no están vinculados entre sí y además, la mayoría de los usuarios y miembros no tienen el danés como lengua materna.
La minoría danesa está representada por la Asociación de Votantes del Schleswig Meridional (SSW) en el Parlamento Regional Schleswigense-Holsteiniano. El SSW no está sujeto al requisito general de pasar un umbral de voto del 5% para recibir escaños en el parlamento estatal.
Un medio de prensa relevante de esta comunidad es el Flensborg Avis, fundado en 1869.